# Tokamak T-15
Toamak T-15 je výzkumný ruský fúzní tokamak. Byl prvním reaktorem, který pro udržení plazmatu používal supravodivé magnety. Nachází se v Kurčatovském institutu v Moskvě.
T-15 byl vybudován v letech 1983–1988 a dosáhl svého první plazmatu v roce 1988. V roce 1992 nové podmínky ukázaly, že je provozování výzkumu na tomto reaktoru zcela mimo možnosti ruského státu. 1995 byl z finančních důvodů výzkum ukončen; do budoucna se očekává jeho modernizace a opětovné zapojení do výzkumu. Výzkum se má soustředit především na podporu návrhu pro reaktor ITER, který používá stejné technologie – tedy supravodivých magnetů.